# Spencer Perceval
Spencer Perceval (født 1. november 1762, død 11. maj 1812) var britisk premierminister fra oktober 1809 og til sin død i maj 1812. 
Perceval er den eneste britiske premierminister, der er blevet myrdet ved et attentat.

## Jurist
Perceval var jurist. Han studerede på Trinity College i Cambridge, og han blev tilknyttet Lincoln’s Inn. I 1801–1806 havde han høje poster i det engelske retsvæsen. 

## Leder af Underhuset
I 1796 blev Spencer Perceval medlem af Underhuset for Northampton. Han sad i Huset til 1812, og han var Underhusets leder i 1809–1812. 

## Finansminister
Spencer Perceval var finansminister og kansler af Lancaster i 1807–1812. 

## En borgerlig politiker
Spencer Perceval var en yngre søn af den irske adelsmand John Perceval (1711–1770), der var den 2. jarl af Egmont.
I modsætning til de fleste af datidens britiske premierministre blev Perceval aldrig adlet. I 1930'erne arvede Spencer Percevals efterkommere titlen som jarl af Egmont. En titel, som de beholdt, indtil den 12. jarl døde i 2011.

## Attentat
Klokken 17:15 om eftermiddagen den 11. maj 1812 var Perceval på vej til at deltage i en forhandling i parlamentet. Da han trådte ind i lobbyen i House of Commons kom en mand imod ham, trak en pistol og skød Perceval i brystet. Perceval blev båret ind i et nærliggende rum, hvor det kunne konstateres, at han var bevidstløs, men fortsat i live. Da en læge ankom få minutter efter, var han død.
Det var oprindeligt frygtet at attentatet var begyndelsen af et oprør, men det blev hurtigt klart, at gerningsmanden, der ikke havde forsøgt at flygte, havde handlet på egen hånd. Gerningsmanden, John Bellingham, var en mand, der havde oparbejdet et sygeligt had mod regeringen. Bellingham var en købmand, der var blevet uretmæssigt fængslet i Rusland og havde ret til erstatning fra den britiske regering, men alle hans ansøgninger om erstatning var blevet afslået. Den 15. maj blev Bellingham dømt skyldig i drabet og hængt den 18. maj 1812.